# Rożdżałów
Rożdżałów – wieś w Polsce położona w województwie lubelskim, w powiecie chełmskim, w gminie Chełm.
Rozdzialowi dwa były wsią starostwa chełmskiego w 1570 roku. W latach 1975–1998 miejscowość administracyjnie należała do województwa chełmskiego. 
Wieś wraz z kolonią Rożdżałów-Kolonią stanowi sołectwo Rożdżałów gminy Chełm. Według Narodowego Spisu Powszechnego (III 2011 r.) liczyła 389 mieszkańców i była 11. co do wielkości miejscowością gminy Chełm.

## Historia
Wieś notowana od roku 1434 jako Drozdzalow (nie ma jednak pewności co do tożsamości). W tymże roku mowa jest o Rożdzałowie Małym datowanym także w 1434 r.(Roczniki Ziemi Chełmskiej t. 3 s. 56), ten należał wówczas do Parafii Rzymskokatolickiej w Kumowie. Rożdzałów (Duży) występuje w dokumentach w 1471 r. Należał wówczas do Parafii Rzymskokatolickiej w Chełmie.(Roczniki Ziemi Chełmskiej t. 5 s. 52). W 1505 wieś występuje następnie jako – Roszdzylow duplici (z łac. podwójny). Według rejestru poborowego z 1531 r. – wieś należała do Parafii Rozesłania Apostołów w Chełmie. W okresie zaborów, miejscowość wchodziła w skład dóbr rządowych. Według danych ze Słownika geograficznego Królestwa Polskiego w 1827 r. istniało tutaj 49 domów, szkoła początkowa i mieszkało 310 mieszkańców. W 1862 r. na gruntach Rożdżałowa powstała kolonia niemiecka (osadników sprowadzono bezpośrednio z Niemiec). Na potrzeby kolonistów w 1871 r. powstała kaplica i szkoła. W 1900 r. wszyscy koloniści przenieśli się do Bukowy Małej (obecnie w Gminie Sawin). W ramach uwłaszczenia znaczna część dóbr rozparcelowano pośród chłopów.
W 1921 roku wieś zamieszkiwało 557 osób, w tym 556 Polaków i 1 Ukrainiec (Rusin). 514 mieszkańców wsi wyznawało rzymski katolicyzm, 34 prawosławie, a 9 ewangelicyzm (protestantyzm).
W 1921 roku wydzielono z Rożdżałowa Łanowe Sołtysy. Od 1970 r. wyodrębnione ze wsi Rożdżałów na przestrzeni lat jednostki administracyjne przyjmują nazwy brzmiące – Rożdzałów-Kolonia, Rożdzałów Łanowy. Obecnie Rożdzałów i Rożdzałów-Kolonia.

## Urodzeni w Rożdżałowie
- Leon Bornus (1912–2010) – żołnierz Batalionów Chłopskich i Armii Krajowej, teoretyk i popularyzator pszczelarstwa.
- Kazimierz Iwaniec (1936-1995) – polski polityk, związkowiec, poseł na Sejm Rzeczypospolitej Polskiej I i II kadencji